# Liste der Kulturgüter in Dietikon
Die Liste der Kulturgüter in Dietikon enthält alle Objekte in der Gemeinde Dietikon im Kanton Zürich, die gemäss der Haager Konvention zum Schutz von Kulturgut bei bewaffneten Konflikten, dem Bundesgesetz vom 20. Juni 2014 über den Schutz der Kulturgüter bei bewaffneten Konflikten sowie der Verordnung vom 29. Oktober 2014 über den Schutz der Kulturgüter bei bewaffneten Konflikten unter Schutz stehen.
Objekte der Kategorie A sind im Gemeindegebiet nicht ausgewiesen, Objekte der Kategorie B sind vollständig in der Liste enthalten, Objekte der Kategorie C fehlen zurzeit (Stand: 1. Januar 2023). Unter übrige Baudenkmäler sind weitere geschützte Objekte zu finden, die im Verzeichnis der Objekte von überkommunaler Bedeutung der kantonalen Denkmalpflege zu finden und nicht bereits in der Liste der Kulturgüter enthalten sind.

## Kulturgüter
| Foto |                                                                                         | Objekt                                                                                            | Kat. | Typ | Standort                                     | Beschreibung |
| ---- | --------------------------------------------------------------------------------------- | ------------------------------------------------------------------------------------------------- | ---- | --- | -------------------------------------------- | ------------ |
| ja   | Datei hochladen · Wikidata zu St. Agatha (Dietikon) (Q19309347)                         | Katholische Kirche St. Agatha mit Kirchenschatz, Pfarrhaus und ehemaligem Waschhaus KGS-Nr.: 7427 | B    | G   | Kirchplatz 7 672866 / 250912                 |              |
| ja   | Datei hochladen · Wikidata zu Ruine Schönenwerd (Q2175435)                              | Schönenwerd, mittelalterliche Burgruine KGS-Nr.: 7428                                             | B    | F   | Bernstrasse 674721 / 250206                  |              |
| ja   | Datei hochladen · Wikidata zu Wärterhaus mit Wartehalle des ersten Bahnhofs (Q29932548) | Wärterhaus mit Wartehalle des ersten Bahnhofs KGS-Nr.: 7429                                       | B    | G   | Spanisch-Brötli-Bahn-Weg 1.1 672913 / 251200 |              |
| BW   | Datei hochladen                                                                         | Zentrum, römischer Gutshof / frühmittelalterliche Siedlung und Gräber KGS-Nr.: 16901              | B    | F   | 672900 / 250920                              |              |

## Übrige Baudenkmäler
| ID                | Foto |                                                                | Objekt                                 | Kat.    | Typ | Standort                                         | Beschreibung |
| ----------------- | ---- | -------------------------------------------------------------- | -------------------------------------- | ------- | --- | ------------------------------------------------ | ------------ |
| 24300223          | ja   | Datei hochladen · Wikidata zu Vielzweckbauernhaus (Q116276959) | Vielzweckbauernhaus                    | B kant. | G   | Obere Reppischstrasse 43, 45, 47 672388 / 250649 |              |
| 24300272          | ja   | Datei hochladen · Wikidata zu Gasthof Krone (Q1448623)         | Gasthof Krone                          | B reg.  | G   | Kronenplatz 1 672610 / 250990                    |              |
| 24300345          | ja   | Datei hochladen                                                | Katholisches Pfarrhaus                 | B kant. | G   | Bahnhofplatz 4 672920 / 250902                   |              |
| 24300347          | ja   | Datei hochladen                                                | Katholisches Pfarrhaus, Garagengebäude | B kant. | G   | bei Bahnhofplatz 4 672935 / 250917               |              |
| 24300769          | ja   | Datei hochladen                                                | Zentralschule, Turnhalle I (1907-09)   | B reg.  | G   | Bremgartnerstrasse 13 672721 / 250708            |              |
| 24301799          | ja   | Datei hochladen                                                | Kindergarten im Hofacker (1952)        | B reg.  | G   | Max Müller-Strasse 2 673479 / 250100             |              |
| 24302384          | ja   | Datei hochladen                                                | Primarschule Fondli, Schultrakt 1      | B reg.  | G   | Fondlistrasse 1 671572 / 251211                  |              |
| 24302385          | ja   | Datei hochladen                                                | Primarschule Fondli, Schultrakt 2      | B reg.  | G   | Fondlistrasse 3 671512 / 251209                  |              |
| 24302386          | ja   | Datei hochladen                                                | Primarschule Fondli, Zentrumstrakt     | B reg.  | G   | Bohnackerstrasse 5 671558 / 251270               |              |
| 24302418          | ja   | Datei hochladen                                                | Primarschule Fondli, Turnhalle         | B reg.  | G   | Bohnackerstrasse 7 671520 / 251320               |              |
| 24302550          | ja   | Datei hochladen                                                | Gewerbeschulhaus Limmattal             | B reg.  | G   | Schöneggstrasse 12 672745 / 250548               |              |
| 243BRUECKE00001   |      | Datei hochladen                                                | Reppischbrücke                         | B reg.  | G   | Limmatweg 672945 / 252167                        |              |
| 243FEUERWEHR01505 | ja   | Datei hochladen                                                | Zentralschule, Feuerwehrhaus von 1932  | B reg.  | G   | Bremgartnerstrasse 15 672704 / 250667            |              |
| 243ZUSA01505      | ja   | Datei hochladen                                                | Zentralschule, Schulhaus I (1907-09)   | B reg.  | G   | Schulstrasse 9 672818 / 250684                   |              |

Legende: Im Wesentlichen siehe Legende der Liste der Kulturgüter von nationaler und regionaler Bedeutung, mit folgenden Ausnahmen:
- Anstelle der KGS-Nummer wird als Objekt-Identifikator (ID) die Inventarnummer im Verzeichnis der Objekte von überkommunaler Bedeutung des kantonalen Denkmalschutzamtes verwendet.
- Bei den Kategorien wird wie folgt unterschieden: B kant. = Objekt von kantonaler Bedeutung (Kanton Zürich); B reg. = Objekt von regionaler Bedeutung (Kanton Zürich).